# Полгар, Жужа
Жу́жа (Сью́зен) По́лгар (англ. Susan Polgar, урождённая венг. Polgár Zsuzsa) (р. 19 апреля 1969, Будапешт, Венгрия) — венгерская, затем американская шахматистка, восьмая чемпионка мира с 1996 до 1999 года (лишена звания в 1999). Заслуженный тренер ФИДЕ (2004).

## Биография

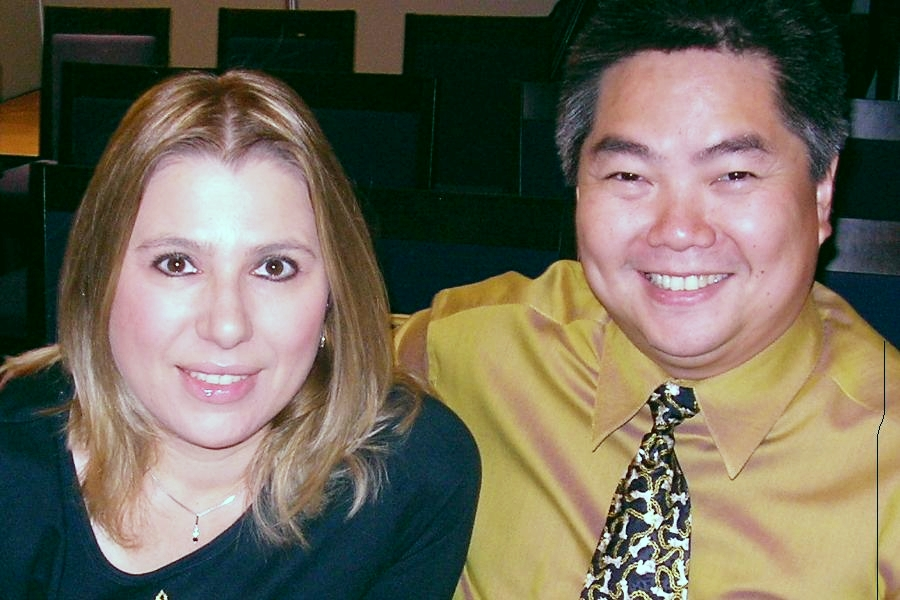
Жужа Полгар со своим вторым супругом

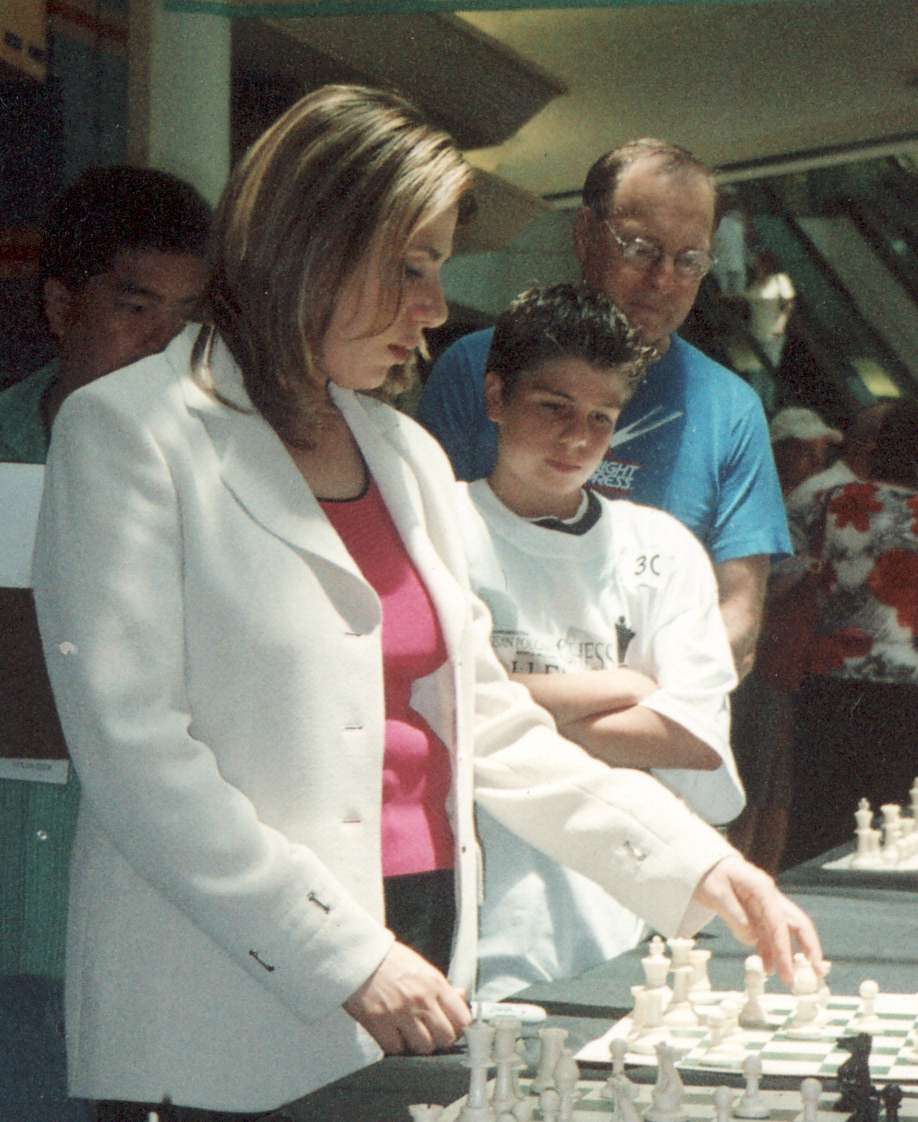
Сьюзен Полгар на сеансе одновременной игры

Жужа Полгар родилась в еврейской семье в Будапеште. Все три ребёнка в семье — сёстры Жужа, София и Юдит — получили домашнее образование. Обучением детей занималась их мать Клара Полгар (урождённая Альтбергер, род. 1946) — учительница родом из села Вилок (теперь Закарпатская область Украины), окончившая университет в Ужгороде. С раннего детства детей обучал шахматам отец — психолог и педагог Ласло Полгар. Сёстры стали сильными шахматистками, Жужа Полгар — международный гроссмейстер, проживает со своим мужем в Нью-Йорке, США, Юдит Полгар гроссмейстер в Венгрии, а София Полгар (Косашвили) — международный мастер в Израиле.
Её называют Жужа Полгар: Жужа — уменьшительное от Жужанна (Zsuzsanna).
В январе 1991 года Жужа Полгар стала гроссмейстером среди мужчин (ранее этого звания добились Нона Гаприндашвили и Майя Чибурданидзе). В 1993 году Жужа, выиграв турнир претенденток, играла с занявшей 2-е место Наной Иоселиани за право встретиться с действующей чемпионкой мира среди женщин Се Цзюнь в матче за титул. Матч претенденток завершился вничью, и Иоселиани прошла дальше благодаря жребию.
В 1996 году Жужа Полгар стала чемпионкой мира, выиграв матч у Се Цзюнь.
В 1999 ФИДЕ лишила Жужу Полгар звания чемпионки[что?]. Позднее она оспорила данное решение в суде и выиграла процесс, однако звание чемпионки мира было уже разыграно.
До 2002 года Жужа Полгар представляла венгерскую федерацию шахмат и выступала под венгерским флагом, несмотря на то, что с 1994 года проживала в США. В июне 2019 года она оформила обратный трансфер и вернулась из американской в венгерскую шахматную федерацию.
В июле 2005 года Полгар дала большой сеанс одновременной игры в Палм-Бич, побив четыре мировых рекорда: наибольшее количество сыгранных одновременно партий (326, из них 309 побед, 14 ничьих и 3 поражения); наибольшее количество сыгранных подряд партий (1131); наибольшее количество выигранных партий (1112); и самый высокий процент побед (96,93%).
Сьюзен Полгар говорит, помимо венгерского, ещё на шести языках — эсперанто, на котором говорит с самого детства, немецком, русском, испанском, английском и иврите.
Каналом National Geographic Channel о Сьюзен Полгар был снят документальный фильм «Мой выдающийся мозг: Сделайте из меня гения».

## Изменения рейтинга
| График не отображается по техническим причинам. Чтобы исправить это, воспроизведите график в новом формате, если это возможно. |

## Сёстры
- Полгар, София
- Полгар, Юдит